# I'd Do Anything for Love (But I Won't Do That)
«I'd Do Anything For Love (But I Won't Do That)» es el título de una canción del grupo de rock Meat Loaf con Lorraine Crosby. Fue lanzada en agosto de 1993 por MCA y Virgin como el primer sencillo del su sexto álbum Bat Out of Hell II: Back into Hell, que suponía el retorno de la alianza entre el cantante y el compositor Jim Steinman.
Siendo una canción de 12 minutos de duración, se convirtió instantáneamente en número uno en 28 países y volvió a dar fama y reconocimiento internacional a Meat Loaf.  
Fue el primer y único sencillo número uno y top ten de Meat Loaf en el Billboard Hot 100 y Cash Box Top 100. También se convirtió en el primer y único sencillo número uno del grupo en la lista UK Singles Chart y el sencillo más vendido en 1993 en el Reino Unido,. 
Fue certificado disco de platino en los Estados Unidos por a la Recording Industry Association of America (RIAA) y en el Reino Unido por la British Phonographic Industry (BPI).
Obtuvo el premio Grammy a la Mejor Interpretación Vocal de Rock Solista en 1994.

## Video Musical
El director y productor de cine estadounidense Michael Ba dirigió el video musical que acompaña a "I'd Do Anything for Love (But I Won't Do That)". El videoclip es una mezcla de las historias La bella y la bestia, El fantasma de la ópera y Bram Stoker's Dracula. El video tiene una versión abreviada de siete minutos de la canción en lugar de la versión del álbum de doce minutos, Lorraine Crosby no aparece en el video musical, siendo su voz sincronizada por la actriz Dana Patrick.

## Posicionamiento en listas
| Lista(1993)                           | Máxima posición |
| ------------------------------------- | --------------- |
| Australia (ARIA)                      | 1               |
| Austria (Ö3 Austria Top 40)           | 1               |
| Bélgica (Flandes) (Ultratop 50)       | 1               |
| Canadá (RPM)                          | 1               |
| Finland (Suomen virallinen lista)     | 4               |
| Francia (SNEP)                        | 4               |
| Alemania (Offizielle Deutsche Charts) | 1               |
| Ireland (Irish Singles Chart)         | 1               |
| Países Bajos (Dutch Top 40)           | 1               |
| Nueva Zelanda (Recorded Music NZ)     | 1               |
| Noruega (VG-lista)                    | 1               |
| Suecia (Sverigetopplistan)            | 1               |
| Suiza (Schweizer Hitparade)           | 1               |
| Reino Unido (UK Singles Chart)        | 1               |
| Estados Unidos (Adult Contemporary)   | 9               |
| Estados Unidos (Billboard Hot 100)    | 1               |
| Estados Unidos (Mainstream Top 40)    | 2               |

| Gráfica(1993)                   | Posición |
| ------------------------------- | -------- |
| Australia                       | 1        |
| Canada Top Singles (RPM)        | 10       |
| New Zealand (Recorded Music NZ) | 6        |
| United Kingdom                  | 1        |
| United States                   | 36       |

| Gráfica(1990–1999)   | Posición |
| -------------------- | -------- |
| US Billboard Hot 100 | 40       |